# Nematocera
Sous-ordre
Les nématocères, Nematocera, forment un sous-ordre d'insectes diptères, dont les antennes (grec kera[s|-ta] : cornes [Pl.]) sont généralement en forme de fil (grec nēma|-to-s), avec des ailes longues et plus de trois articles par antenne. Bien que regroupant un ensemble paraphylétique de familles, ce terme est encore fréquemment utilisé pour désigner les diptères à allure de moucherons ou de moustiques, par opposition à ceux qui ressemblent plutôt à des mouches (brachycères = antennes courtes) : moustiques, anophèles, tipules, chironomes.

## Liste des infra-ordres
- Axymyiomorpha
- Bibionomorpha
- Blephariceromorpha
- Culicomorpha
- Psychodomorpha
- Ptychopteromorpha
- Tipulomorpha

## Liste de familles de nématocères
- Anisopodidae
- Axymyiidae
- Bibionidae
- Blephariceridae
- Canthyloscelidae
- Cecidomyiidae
- Ceratopogonidae
- Chaoboridae
- Chironomidae
- Culicidae
- Deuterophlebiidae
- Dixidae
- Mycetophilidae
- Nymphomyiidae
- Pachyneuridae
- Psychodidae
- Ptychopteridae
- Scatopsidae
- Sciaridae
- Simuliidae
- Tanyderidae
- Thaumaleidae
- Tipulidae
- Trichoceridae

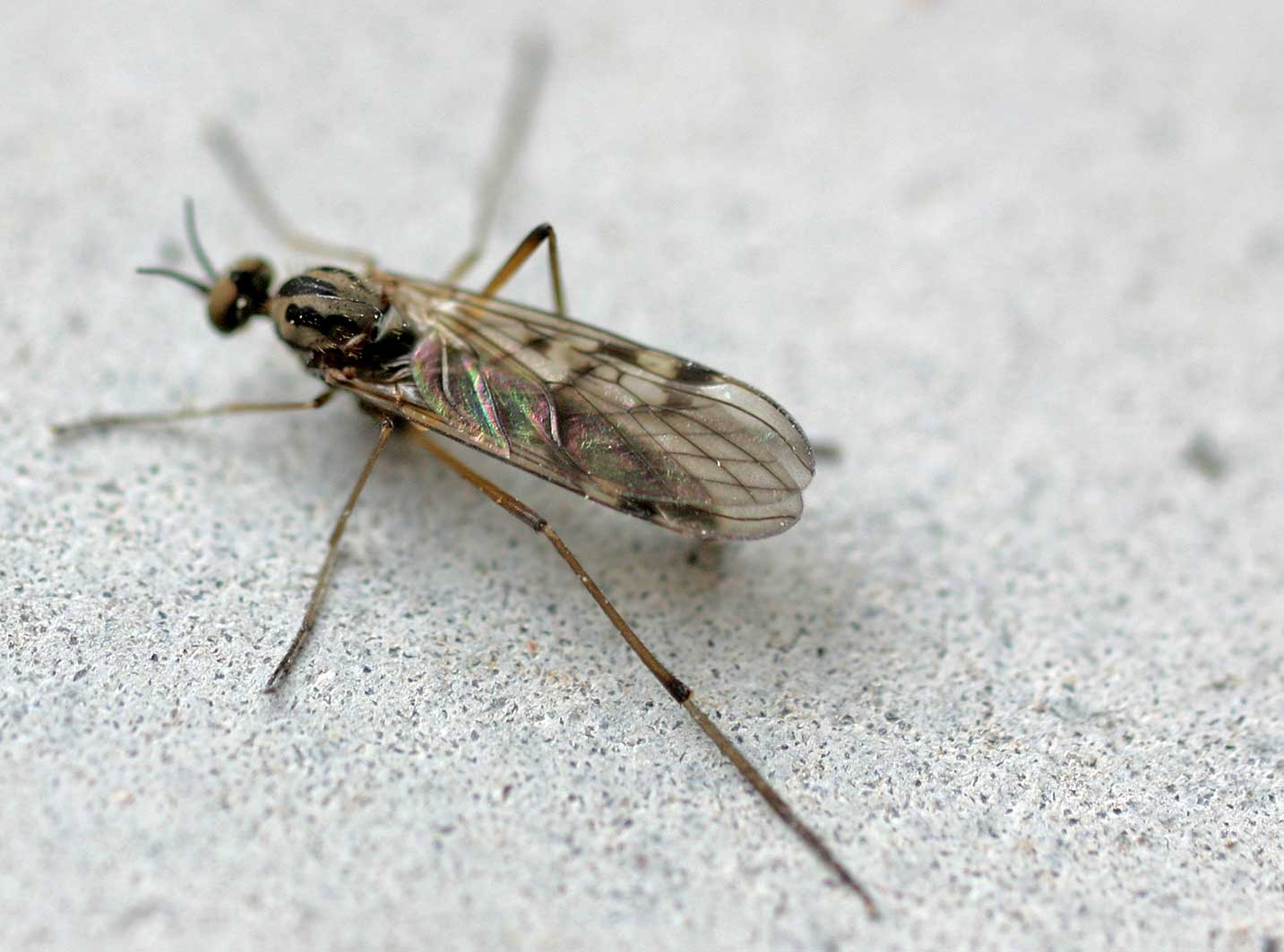
Sylvicola fenestralis, un Anisopodidae.
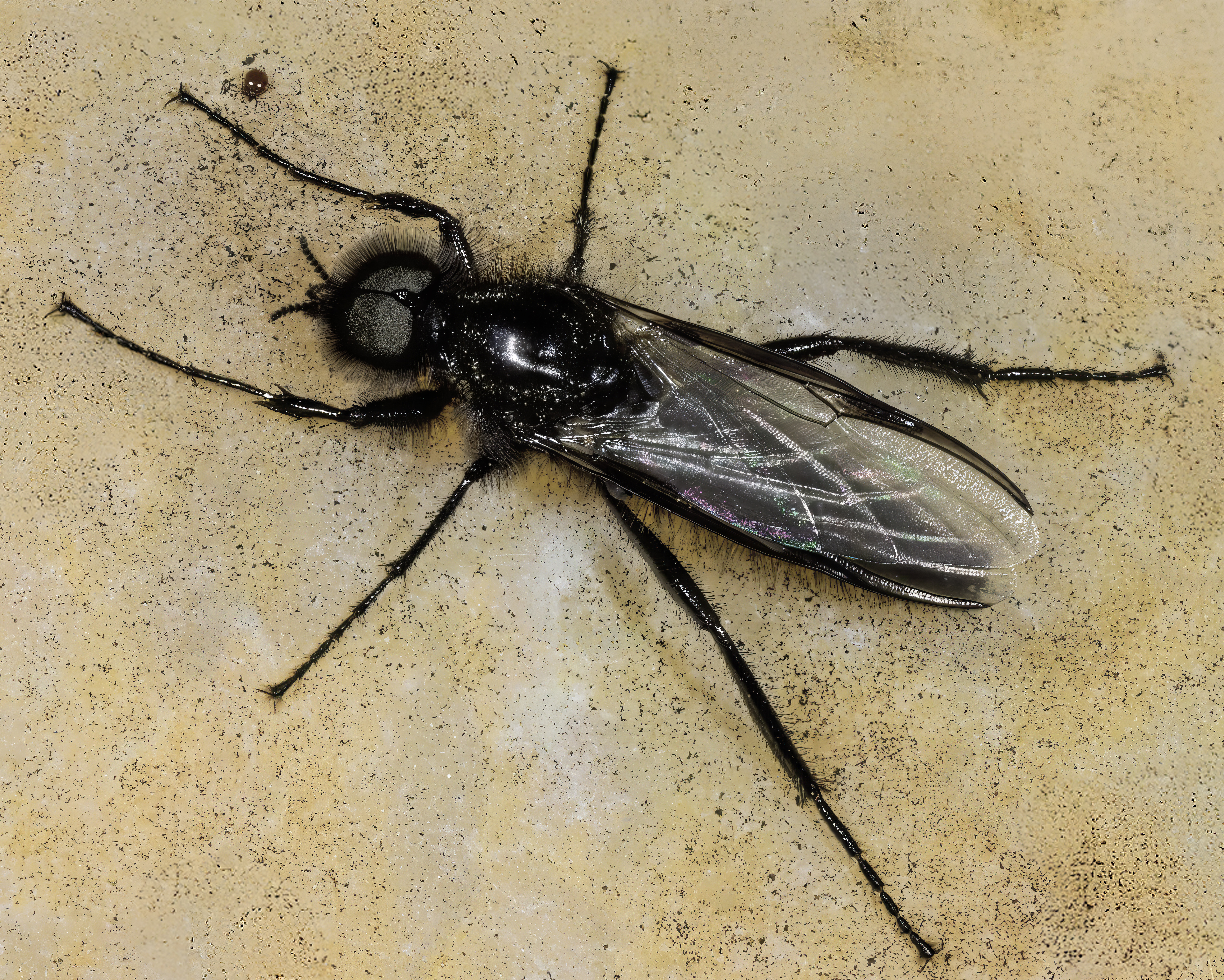
Bibio marci, un Bibionidae.
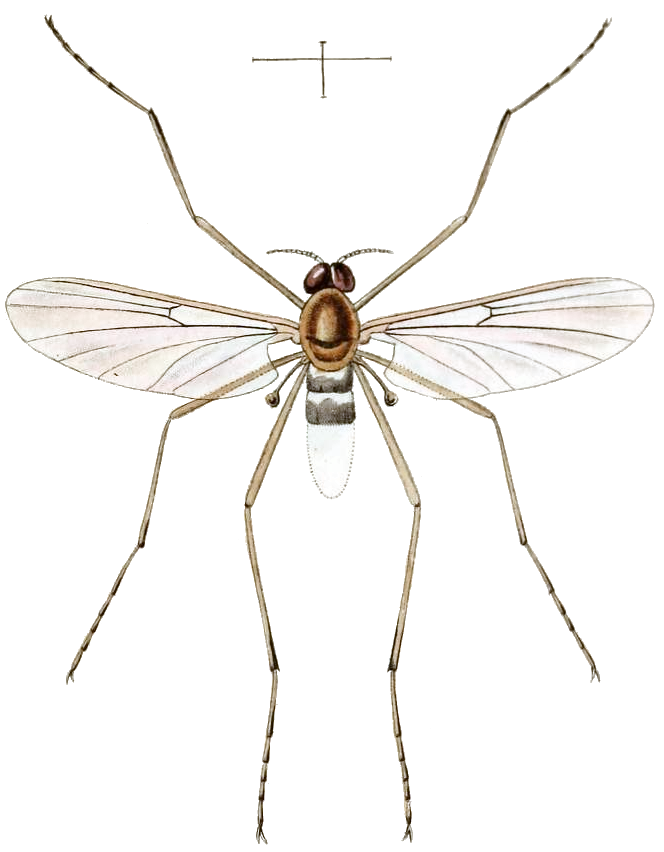
Blepharicera fasciata, un Blephariceridae.
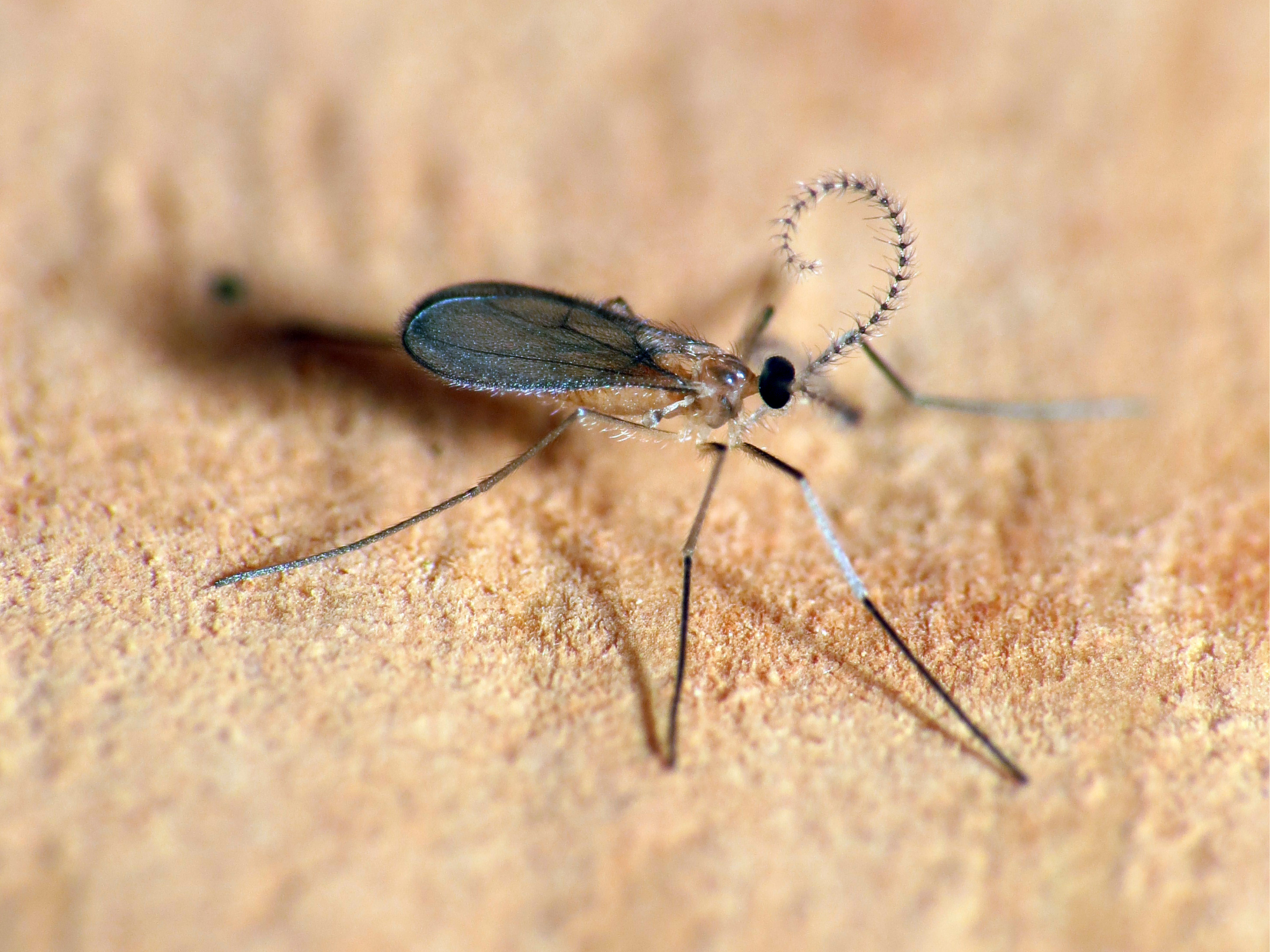
Un Cecidomyiidae.
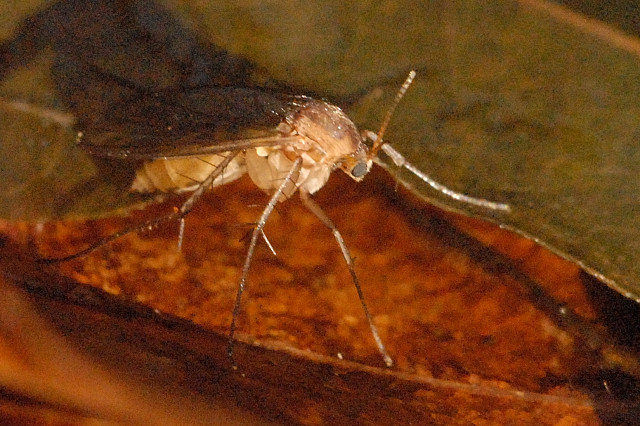
Mycetophila fungorum, un Mycetophilidae.
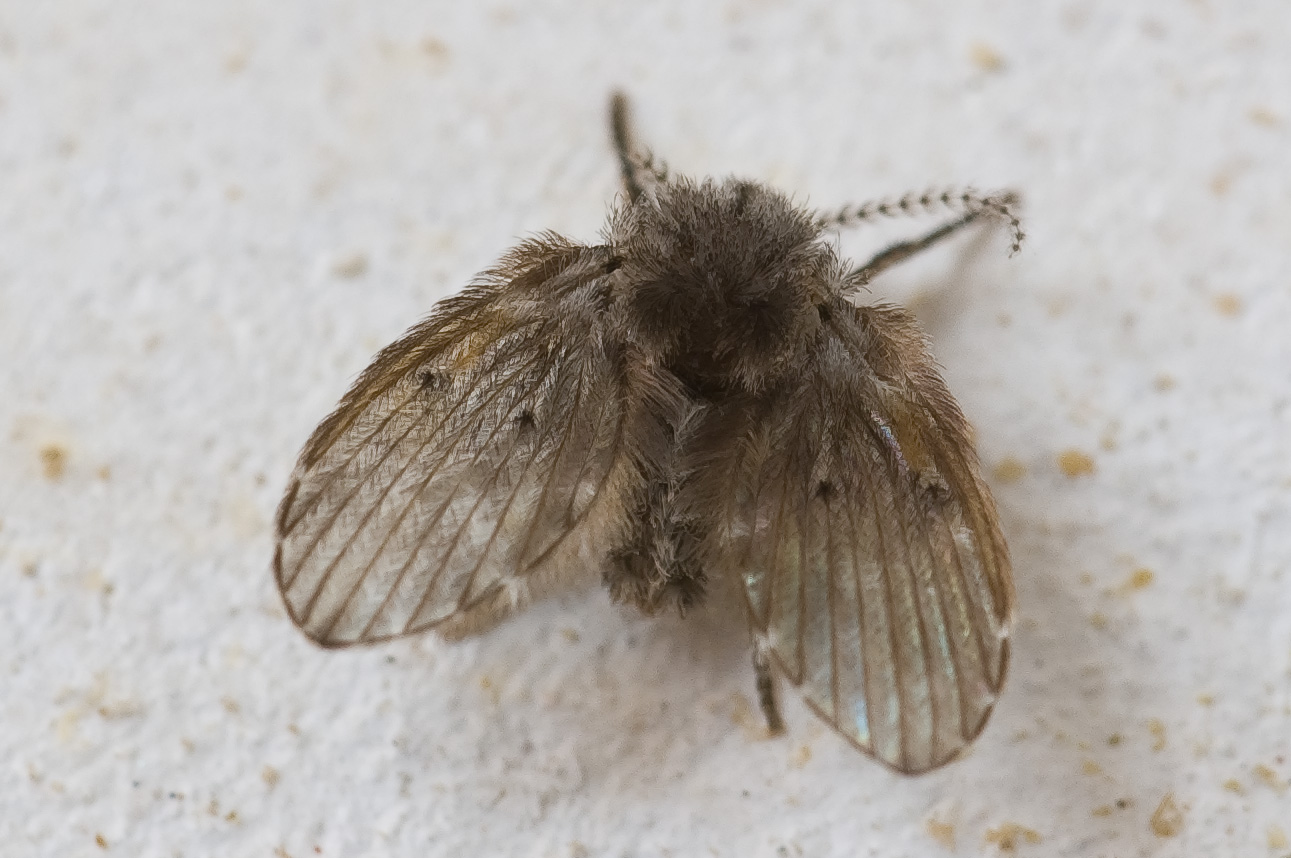
Clogmia albipunctata, un Psychodidae.
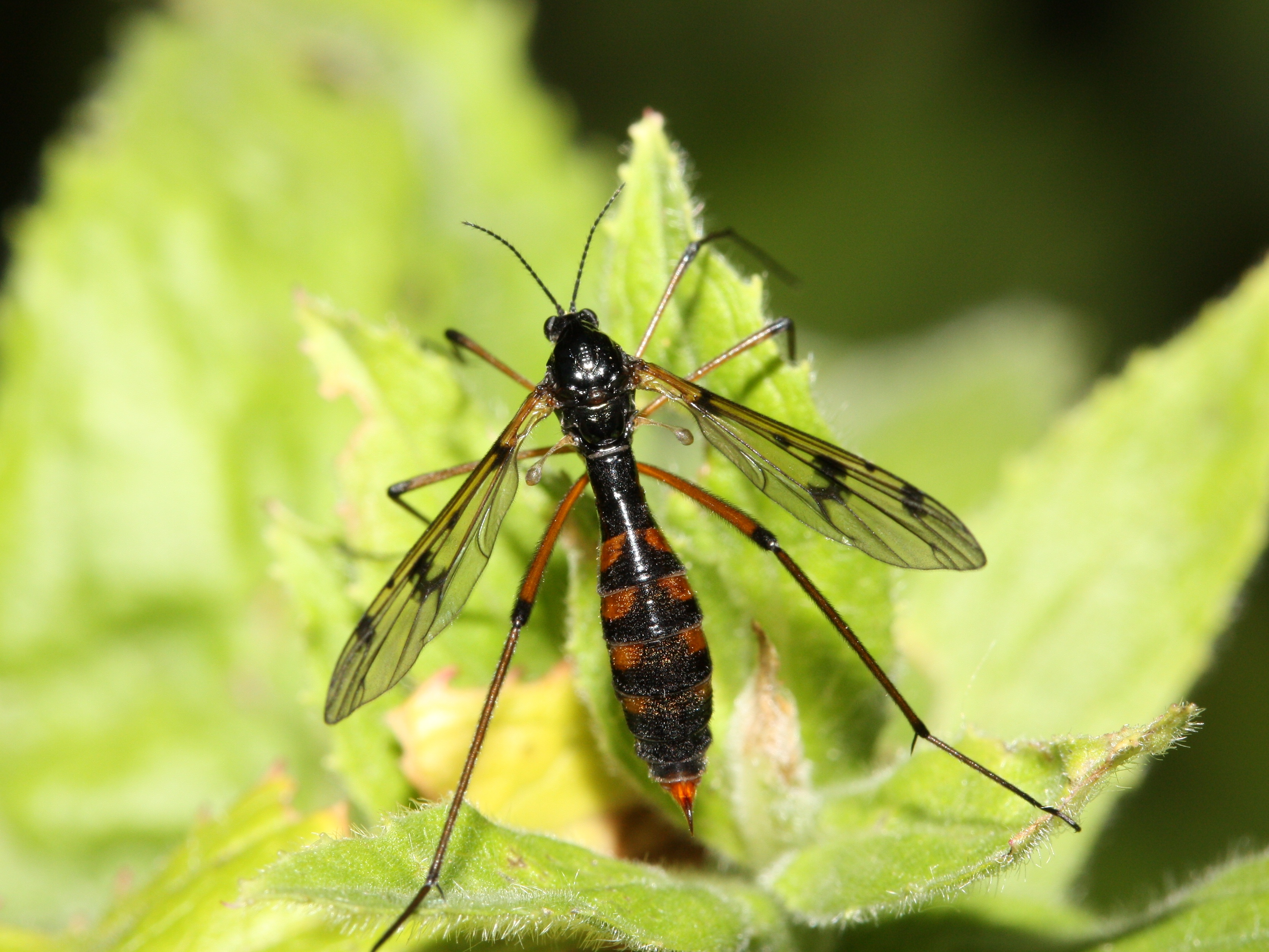
Ptychoptera contaminata, un Ptychopteridae.
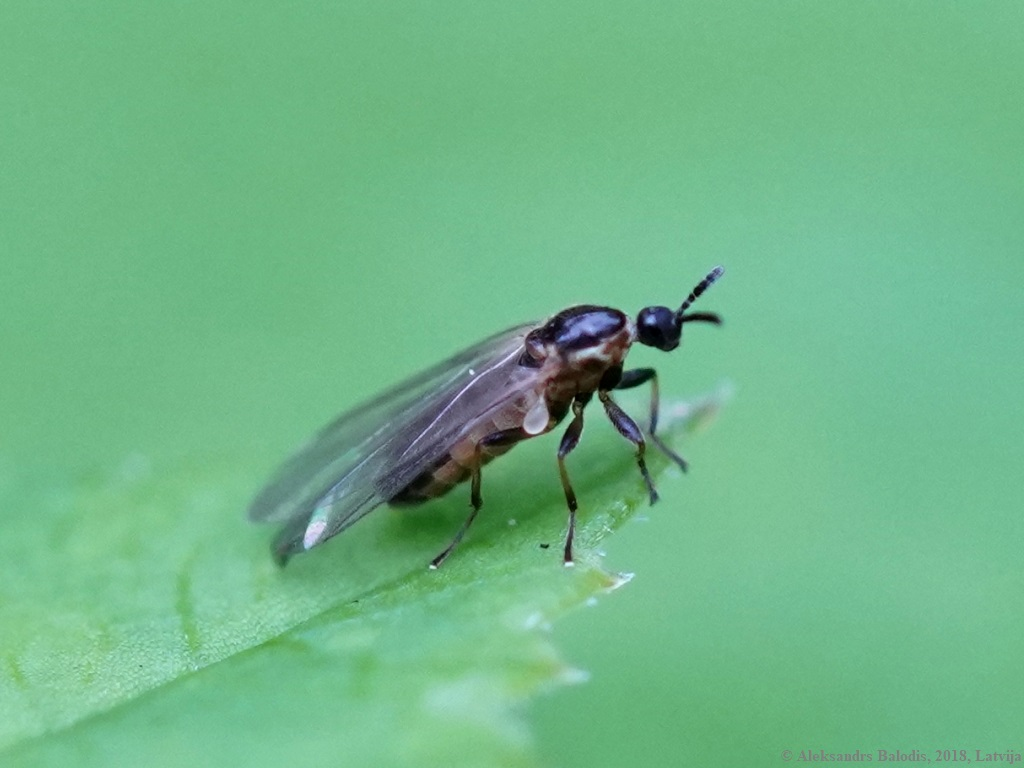
Scatopse sp., un Scatopsidae.
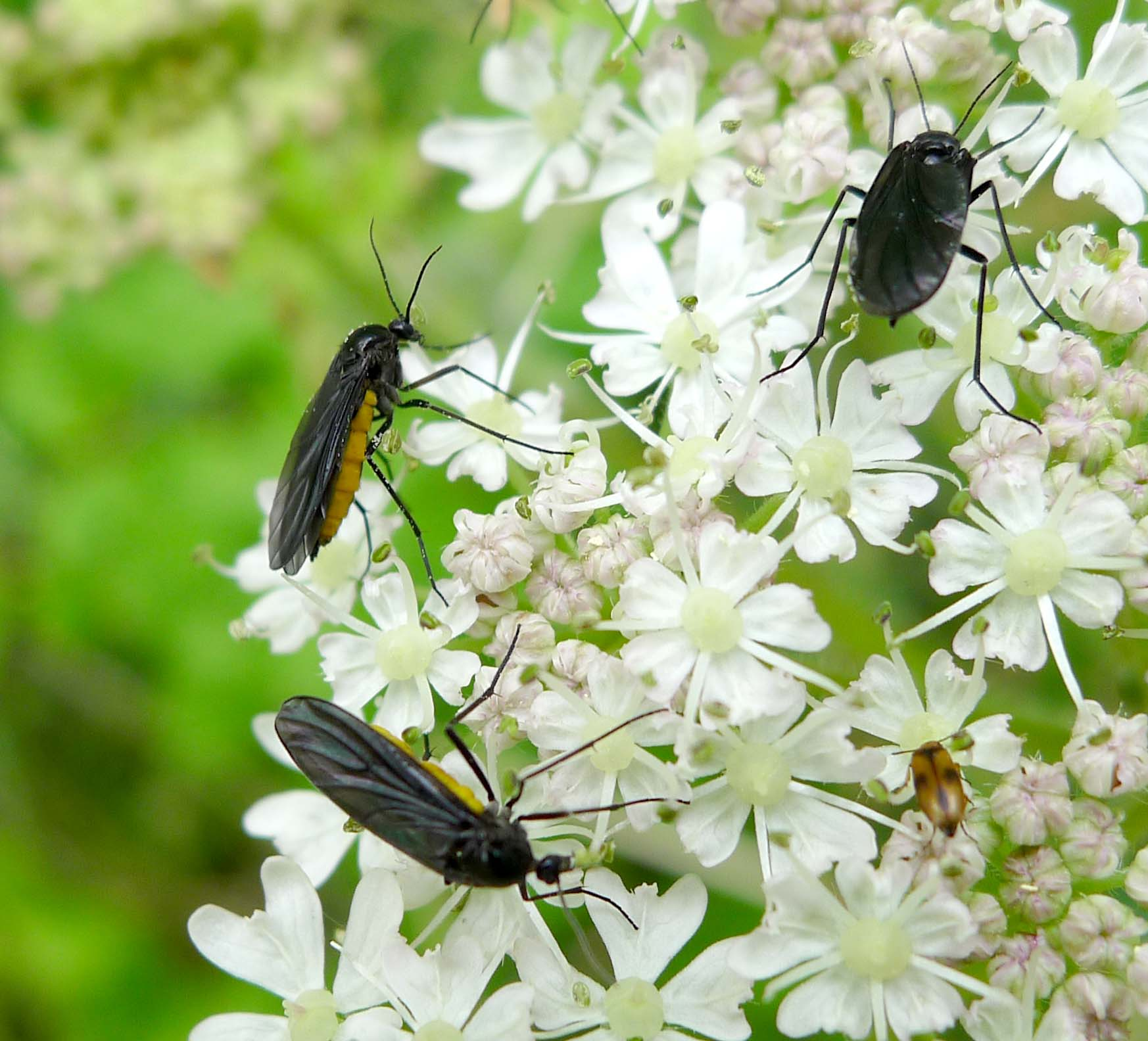
Sciara hemerobioides, un Sciaridae.
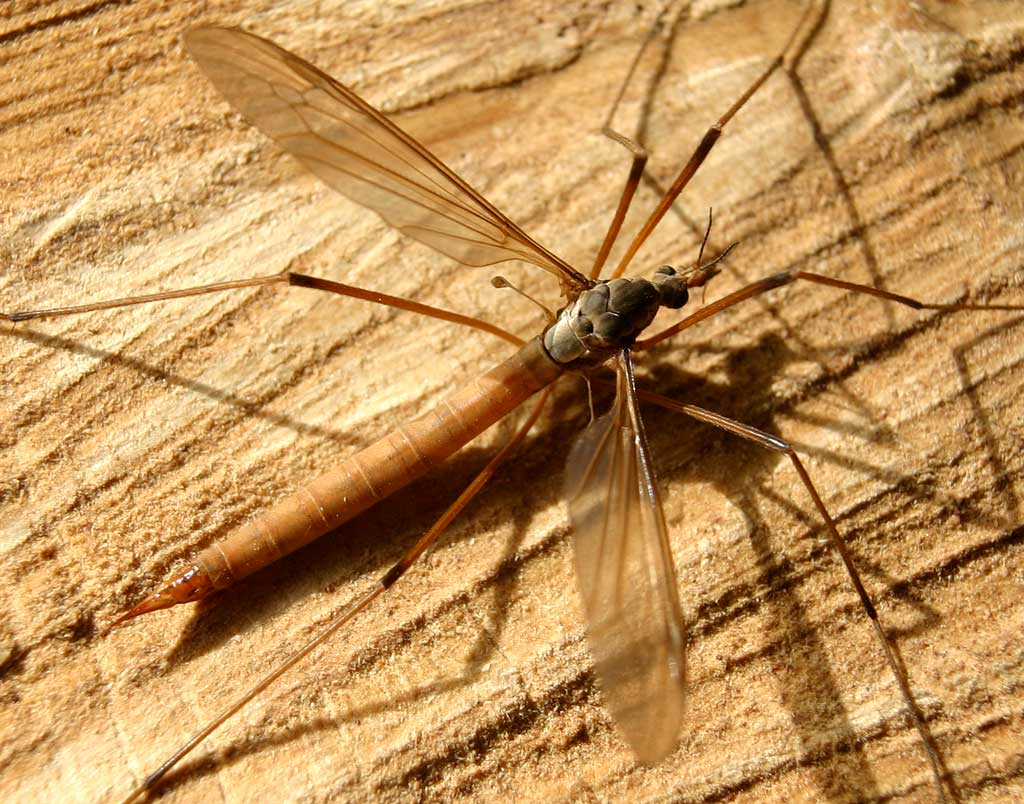
Tipula oleracea, un Tipulidae.
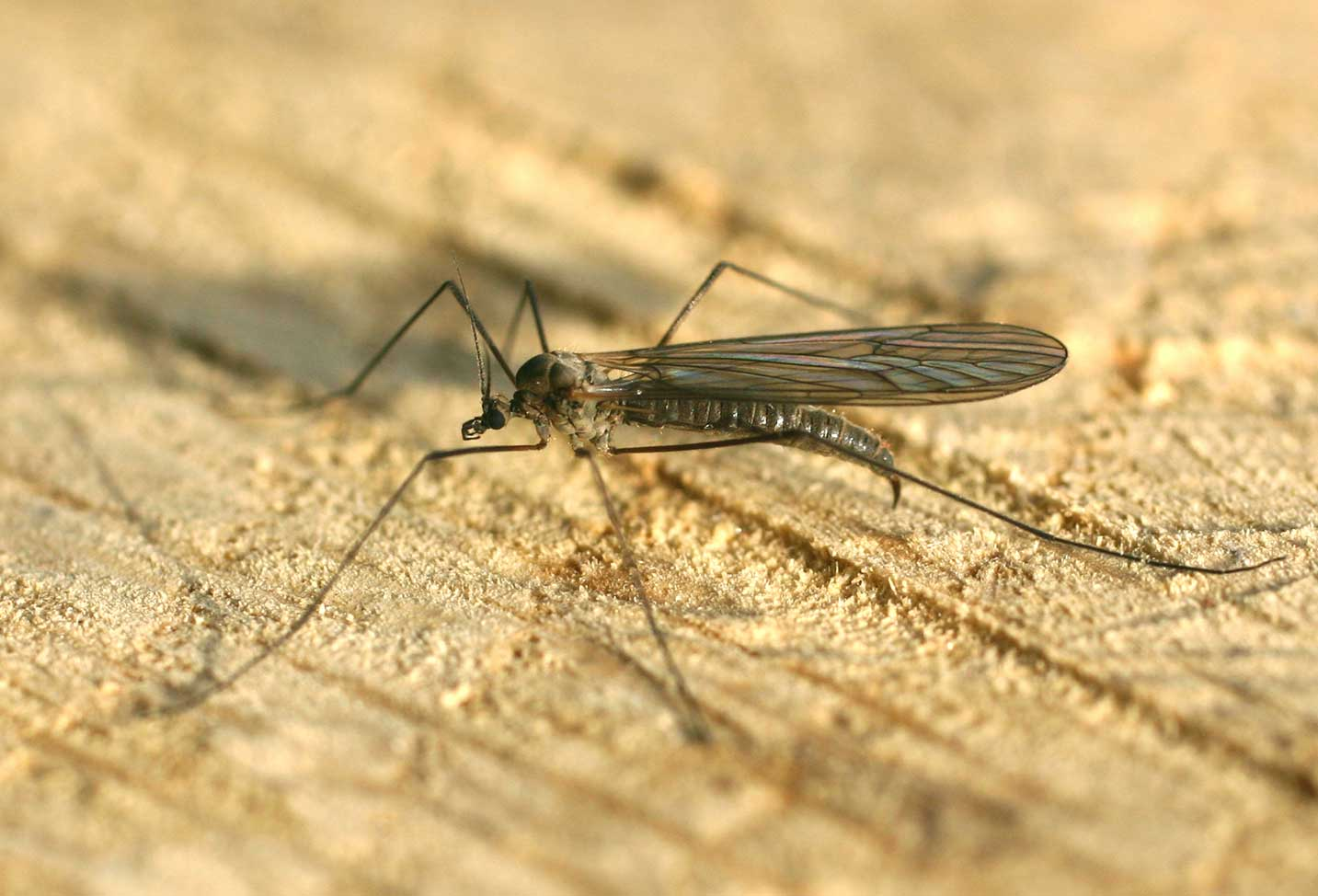
Trichocera hiemalis, un Trichoceridae.
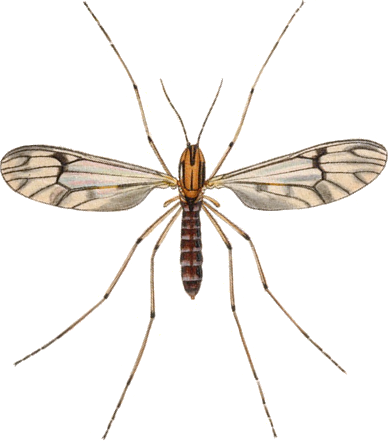
Dixa nebulosa, un Dixidae
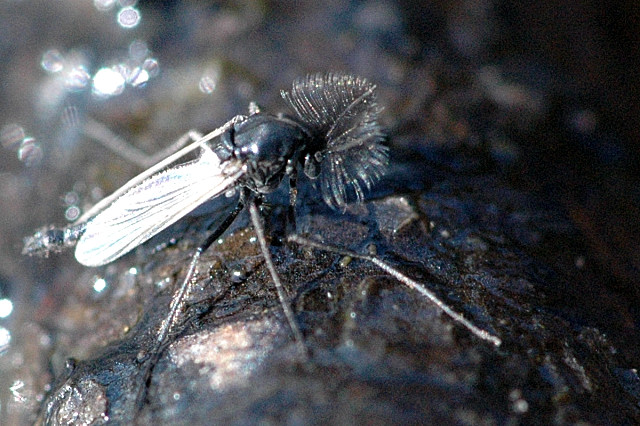
Chaoborus crystallinus, un Chaoboridae
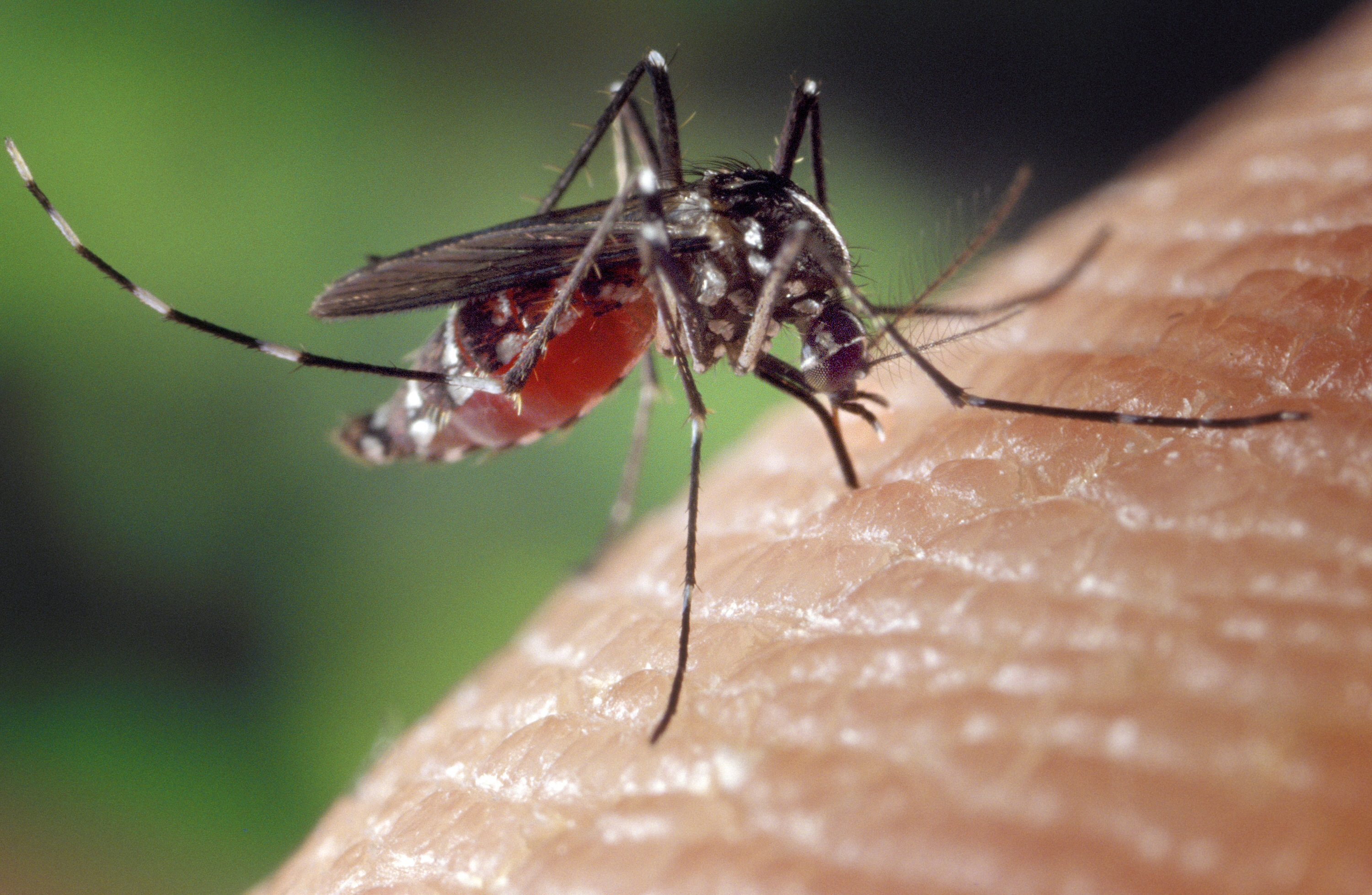
Aedes albopictus, un Culicidae
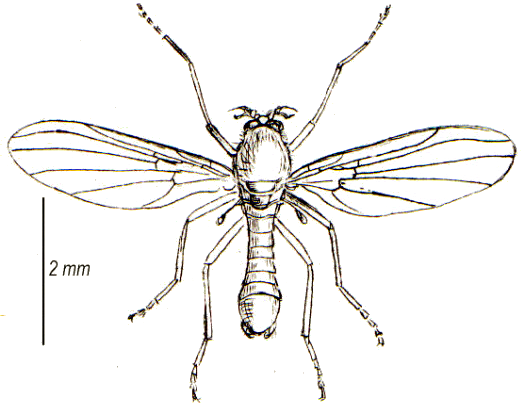
Thaumalea testacea, un Thaumaleidae
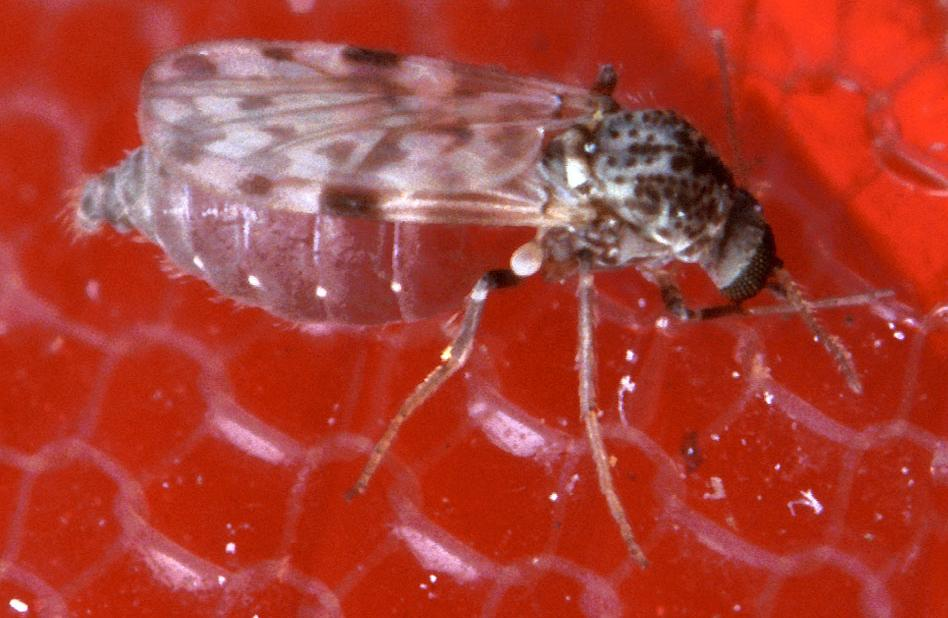
Culicoides sonorensis, un Ceratopogonidae
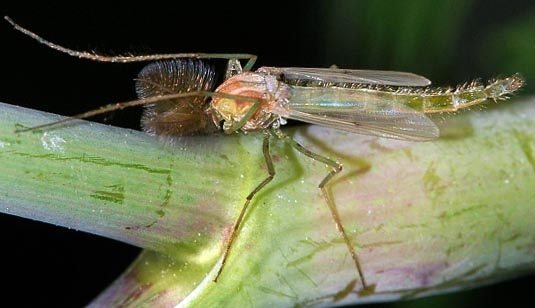
Chironomus plumosus, un Chironomidae
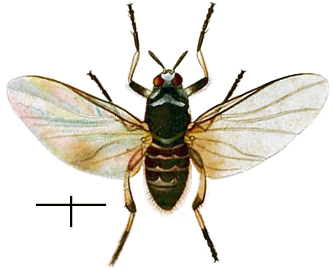
Simulium trifasciatum, un Simuliidae